# Audi R8 LMS
Pour les articles homonymes, voir Audi R8 et R8.
Chronologie des modèles (2008-2012)
Audi R8 LMS GT3
L'Audi R8 LMS est une automobile de course de catégorie GT3 produite par le constructeur allemand Audi.

## Technologie
L'Audi R8 LMS est structurée selon la réglementation du groupe GT3 mais elle détient des performances qui peuvent varier suivant les championnats, les courses et les compétitions où elle est engagée. Elle est propulsée par un moteur V10 atmosphérique de 5,2 litres monté devant l’essieu arrière. La puissance du moteur est d'environ 570 ch, pour un couple maximal d'environ 500 N m,,. La puissance est transmise à l’essieu arrière via une boîte de vitesses sport à 6 rapports avec palettes au volant pour les changements de vitesse. La transmission intégrale installée de série dans la R8 a été remplacée par une propulsion arrière, conformément à la réglementation.

## Historique
Les travaux de développement de quattro GmbH sur l’Audi R8 LMS ont commencé en janvier 2008 avec l’aide d’Abt Sportsline. Le véhicule est destiné aux équipes clients et n’est pas utilisé par l’équipe d’usine. En mars 2009, un total de douze R8 LMS ont été livrées à Audi Sport Italia pour le développement. D’autres R8 LMS sont allées à Abt Sportsline, Argo Racing, Oreca, Team Phoenix et Team Rosberg. Les véhicules sont utilisés dans le Championnat d'Europe FIA GT3, l’ADAC GT Masters, le VLN Langstreckenmeisterschaft Nürburgring, le championnat GT de France, le championnat GT de Belgique et le championnat GT d’Italie. Avec 14 victoires, c’est à ce jour la voiture la plus titrée de l’ADAC GT Masters.
La voiture est plutôt destinée aux courses d'endurance, comme l'indique son nom, LMS signifiant Le Mans Series. Le chef du département Audi Motorsport, Wolfgan Ullrich, explique : « depuis que la R8 a été dévoilée, nous avons reçu des tonnes de demandes concernant une version de course. Il s’agit de la première production Audi à reprendre le nom et les gènes d’une voiture de course, et le modèle est une excellente base pour développer notre premier programme sport dédié aux clients ». Le prix était de 262 000 euros net.
Audi présente ainsi en août une version GT3 de l'Audi R8, dénommée « R16 » en interne, surprenant ainsi la plupart des journalistes. En effet, Audi n'est pas attendue sur ce terrain déjà investi par Porsche, Ferrari et bien d’autres. Le design des véhicules GT3 - gros aileron arrière, voies élargies, caisse rabaissée, nouveaux spoilers, jupes latérales et surtout un énorme diffuseur arrière - peut sembler démesuré mais il s'agit en réalité d'équilibrer au mieux les performances des différentes automobiles. Si la voiture sera engagée dans des courses test dès 2008, elle n'est cependant livrable en version compétition client qu'à l'automne 2009.
Le V10 de 5,2 litres est utilisé, accouplé aux seules roues arrière en raison des réglementations en vigueur en GT3. Par ailleurs, une nouvelle boîte séquentielle à six vitesses est adjointe à l'Audi R8.
Fin 2011, Audi annonce avoir développé une version Grand-Am de la voiture afin de s'engager dans la catégorie GT des Rolex Sports Car Series. Les débuts en course ont lieu lors des 24 Heures de Daytona 2012 et la première victoire est gagnée lors de l’édition suivante dans cette même course.
L'Audi R8 LMS dispute sa 1000e course lors de la cinquième manche des Blancpain Endurance Series 2014 : les Blancpain 1000.

### Course des 24 Heures du Nürburgring
Lors de la course des 24 Heures du Nürburgring 2009, Abt Sportsline et Team Phoenix ont chacun aligné deux R8 LMS, comme annoncé.
Après plusieurs changements de tête entre deux R8 et deux Porsche Manthey, quatre voitures étaient sur un tour jusqu’à la 19e heure, après quoi le véhicule de Frank Biela, Marcel Fässler, Emanuele Pirro et Hans-Joachim Stuck de Team Phoenix a eu des problèmes techniques. La voiture sœur d’Abt Sportsline, pilotée par Christian Abt, Jean-François Hemroulle, Pierre Kaffer et Lucas Luhr, a quant à elle terminé deuxième. Les deux autres voitures ont également eu des problèmes, donc Mattias Ekström, Timo Scheider et Marco Werner ont terminé la course à la 23e place et Marc Basseng, Frank Stippler et Mike Rockenfeller ont terminé cinquièmes, six tours plus tard. En 2010, le nombre de R8 LMS a été porté à sept. Les équipes Abt Sportsline, Team Phoenix et Black Falcon ont utilisé la R8 pour la course, Team Phoenix a terminé la course sur le podium et en tant que vainqueur de la catégorie.

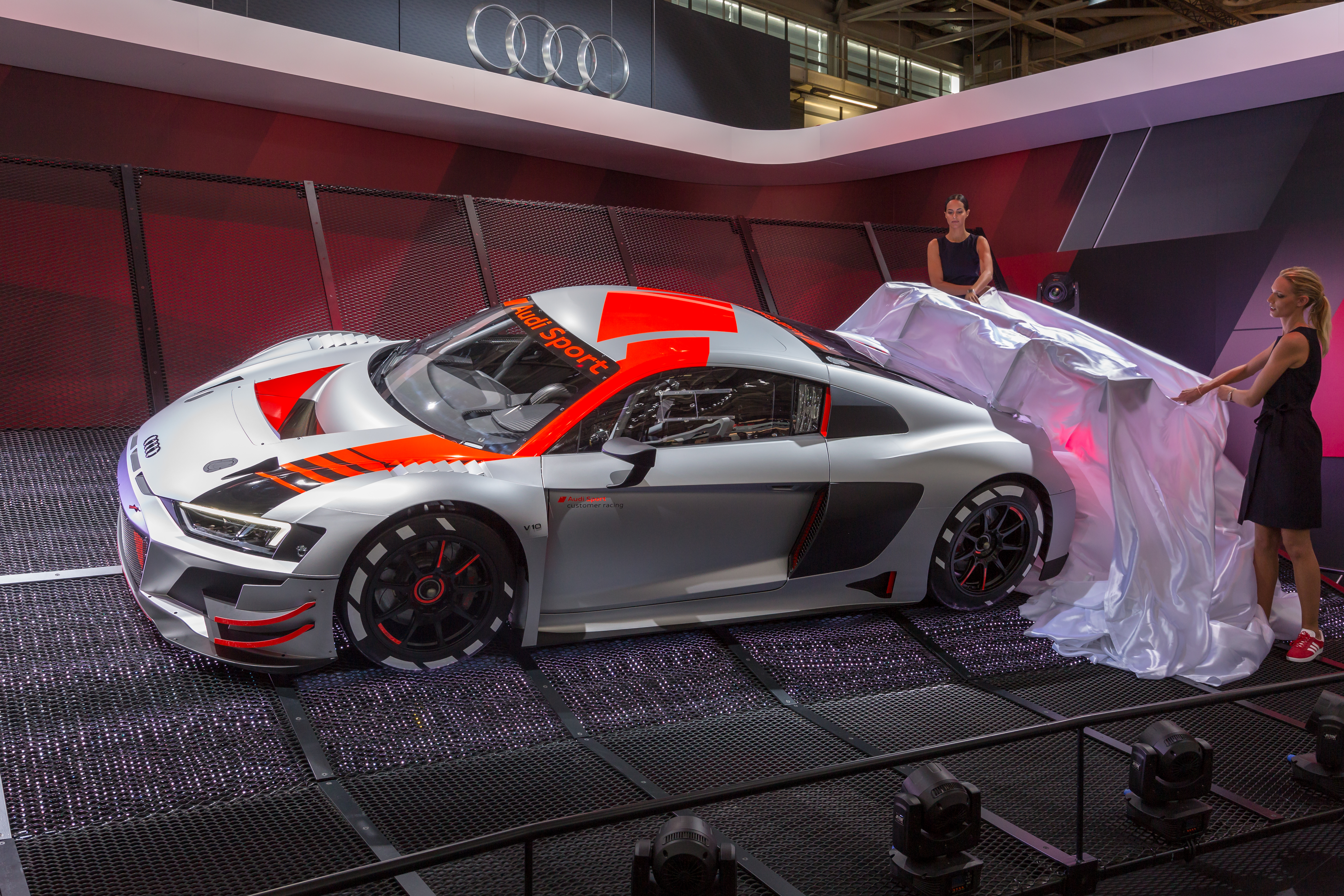
Audi R8 LMS (4S)

### Hommage
En 2020, le constructeur présente une série limitée de 50 exemplaires de la R8 de route nommée Audi R8 Green Hell (50 exemplaires) qui célèbre les cinq victoires lors des 24 Heures du Nürburgring de la R8 LMS.

## Palmarès

### 2009
- Championnat d'Europe FIA GT3 avec Christopher Haase et Christopher Mies
- ADAC GT Masters (classement pilotes) avec Christian Abt

### 2010
- Belcar Endurance Championship avec Anthony Kumpen et Gregory Franchi
- ADAC GT Masters par équipe avec l'écurie Abt Sportsline
- 12 Heures de Hongrie avec Walter Lechner, Thomas Gruber, Nikolaus Mayr-Melnhof et Philip König

### 2011
- Blancpain Endurance Series avec Gregory Franchi (classement pilotes) et le W Racing Team (classement écuries)
- 12 Heures de Bathurst avec Darryl O'Young, Marc Basseng et Christopher Mies
- 24 Heures de Spa avec Timo Scheider, Mattias Ekström et Gregory Franchi
- 24 Heures de Zolder avec François Verbist, Enzo Ide, Bert Longin et Xavier Maassen
- Champion en Australian GT avec Mark Eddy
- Vainqueur du Grand Prix de Macao avec Edoardo Mortara

### 2012
- Blancpain Endurance Series avec Christopher Haase, Christopher Mies, Stéphane Ortelli (classement pilotes) et le W Racing Team (classement écuries)
- 12 Heures de Bathurst avec Darryl O'Young, Christopher Mies et Christer Jöns
- 24 Heures du Nürburgring avec Marc Basseng, Christopher Haase, Frank Stippler et Markus Winkelhock
- 24 Heures de Spa avec Andrea Piccini, René Rast et Frank Stippler
- 24 Heures de Zolder avec Edward Sandström, Laurens Vanthoor, Anthony Kumpen et Marco Bonanomi
- Vainqueur du Grand Prix de Macao avec Edoardo Mortara

### 2013
- 24 Heures de Daytona, victoire dans la classement GT avec Filipe Albuquerque, Oliver Jarvis, Edoardo Mortara, Dion von Moltke et le Alex Job Racing
- FIA GT Series avec Laurens Vanthoor, Stéphane Ortelli (classement pilotes) et le W Racing Team (classement écuries)
- ADAC GT Masters par équipe avec l'écurie Prosperia C. Abt Racing

### 2018
- 12 Heures de Bathurst avec Robin Frijns, Stuart Leonard et Dries Vanthoor